# Pragęba
Pragęba, prausta, blastoporus, blastopor, prostoma – pierwotny otwór jelita embrionalnego, prowadzący z zewnątrz do prajelita u gastruli. To, czy pragęba przekształca się w otwór gębowy czy odbytowy, stanowi o różnicy między zwierzętami pierwoustymi i wtóroustymi.